# Під знаком біди (фільм)
«Під знаком біди» — кольоровий документальний фільм 1990 року, знятий на студії «Київнаукфільм» режисером Костянтином Крайнім. Присвячений пам'яті Голодомору 1923—1933 років в Україні та на Кубані.

## Сюжет
У фільмі розповідається про голод в Україні та на Кубані, штучно створений радянською владою. У фільмі широко використана кінохроніка часів колективізації та індустріалізації, інтерв'ю очевидців, а також фольклорний пісенний матеріал України, Кубані та Ставропольського краю.

## Знімальна група
- Автор сценарію: Юрій Черниченко[1]
- Режисер: Костянтин Крайній[1]
- Оператор: Вадим Крайник
- Текст читає: Кость Степанков